# Diego Álvarez Chanca
Diego Álvarez Chanca (fl. 1480 - Sevilla, 1515) fue un médico al servicio de los Reyes Católicos afincado en Sevilla y que es conocido sobre todo por haber participado en el segundo viaje de Cristóbal Colón al Nuevo Mundo en 1493-1494 y ser uno de los primeros autores en describir la flora, la fauna y la población de América.

## Origen y primeros años
No se sabe cuándo ni dónde nació. Se cree que el apellido Chanca es originario de Acebo (actualmente en la provincia de Cáceres, por lo que se ha especulado que Diego Álvarez Chanca pudo nacer allí.
Fue médico personal de la hija primogénita de los Reyes Católicos, Isabel.

## Viaje a las Indias

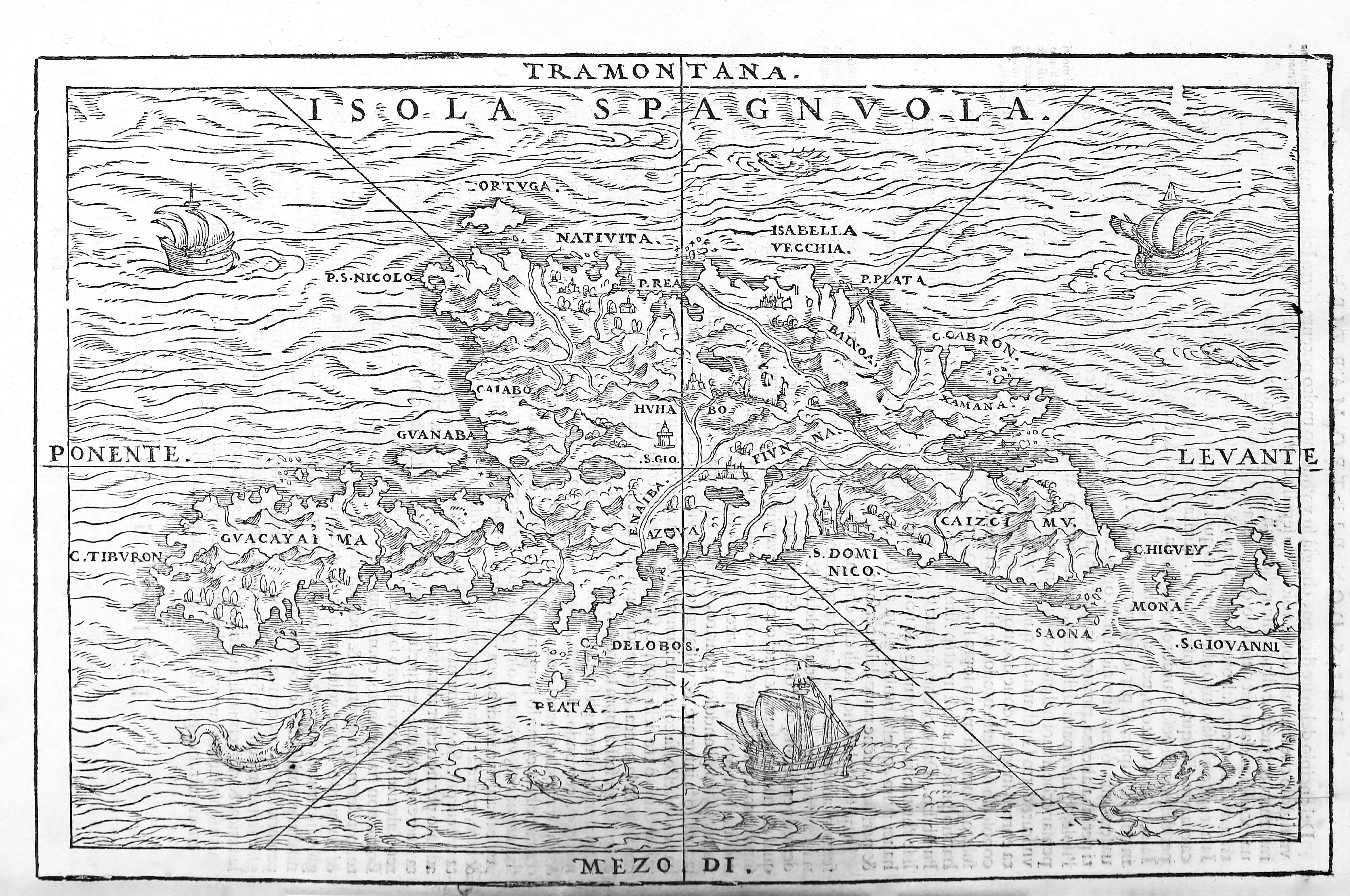
Mapa de La Española del

Al poco de tomar tierra en La Española (isla que actualmente comparten República Dominicana y Haití), Colón enfermó de influenza suina, que Álvarez curó con éxito. Igualmente trataría a otros miembros de la tripulación que también enfermaron de gripe durante este período. Su opinión también sería tenida en consideración cuando se trataba de elegir el lugar en donde establecer el primer asentamiento, La Isabela.
Hacia el final de su estancia en la isla Española, a principios de 1494, Diego Álvarez Chanca escribió una Relación (carta) dirigida "al Cabildo de Sevilla", y en particular probablemente a Juan Rodríguez de Fonseca, que era el deán del cabildo de la catedral. En ella consta una valiosa descripción de la isla de La Española, incluyendo estudios sobre la flora de las costas y la vegetación de montañas y valles, lo cual refiere en un estilo llano y breve. Éste es el primer documento en el que se realiza una descripción sobre la flora, la fauna, la etnología y la etnografía de América. Álvarez Chanca recogió, además, datos antropológicos acerca de los indígenas, indicando las diferencias de carácter y costumbres entre los taínos y caribes, apuntando la posibilidad de antropofagia de estos últimos. 
La carta de Álvarez Chanca también incluye la primera mención y descripción de la isla de Puerto Rico, la cual visitó tras el descubrimiento europeo de esta durante el segundo viaje de Cristóbal Colón en 1493.

## Obras médicas
Tras su regreso a España en febrero de 1494, publicó en 1506 un tratado médico titulado Para curar el mal de Costado, y en 1514 escribió Comentum novum in parábolas divi Arnaldi de Vilabona, una obra en latín criticando el libro De conservanda juventute et retardanda senectute del médico aragonés Arnaldo de Vilanova.